# Жадан, Василий Тимофеевич
Василий Тимофеевич Жадан (12 декабря 1917 г. — 17 февраля 2000 г.) — советский учёный-металлург, специалист в области пластической деформации металлов и сплавов в особом режиме. Доктор технических наук, профессор кафедры пластической деформации специальных сплавов Московского института стали. Заслуженный деятель науки Российской Федерации.

## Биография
Василий Тимофеевич Жадан родился 12 декабря 1917 года. Трудовой путь начал в 1934 г. слесарем на химическом заводе, в 1939 г. окончил рабфак и поступил в институт. Участник Великой Отечественной войны.
В 1951 году В.Т. Жадан окончил Московский институт стали по специальности «Обработка металлов давлением». В 1952 году был секретарем парткома вуза. В 1955 году защитил кандидатскую диссертацию, после чего работал ассистентом, старшим преподавателем, доцентом. С 1958 г. по 1964 г. В.Т. Жадан работал в аппарате Минвуза СССР начальником отдела, а затем заместителем начальника Учебно-методического управления по высшему образованию.
С июня 1964 года возвращается на работу в МИСиС. Один из создателей кафедры пластической деформации специальных сплавов; долгие годы (с 1966 г. по 1988 г.) работал заместителем заведующего кафедрой. В 1969 году утвержден в учёном звании «профессор», в 1979 году защитил докторскую диссертацию.
Умер в 2000 г.

## Научная и преподавательская деятельность
Внес большой вклад в разработку теоретических основ пластической деформации металлов и сплавов в особых режимах и в подготовку квалифицированных кадров специалистов-металлургов. Профессор В.Т. Жадан возглавлял на кафедре научное направление по теории и технологии производства сортовой стали и фасонных профилей с термомеханической обработкой. Под его научным руководством был выполнен важный для народного хозяйства комплекс НИР по созданию новых и совершенствованию существующих технологических процессов производства сортовых и фасонных профилей с применением ТМО и получения металла с заданным комплексом механических свойств. Многие его предложения и разработки нашли применение на металлургических и машиностроительных предприятиях.
В соавторстве с другими учеными участвовал в создании широко распространенного учебника «Технология металлов», выдержавшего пять изданий и переведенного на английский, французский и эстонский языки. В.Т. Жадан опубликовал ряд таких фундаментальных работ, как монографии "Эффективный способ прокатки фасонных профилей" (1970 г.), "Производство двутавровых балок" (1972 г.), "Эксплуатация валков обжимных и сортовых станов" (1973 г.), "Отделка и термическая обработка сортового проката" (1978 г.), "Производство проката из рессорно-пружинной стали" (1984 г.), "Совершенствование технологий на основе комплексных критериев качества" (1989 г.), "Прокатка и калибровка фасонных профилей" (1989 г.), главы в справочнике "Технология прокатного производства" (1991), а также учебное пособие по спецкурсу "Обработка давлением спецсталей и сплавов" (1980 г.), учебник "Материаловедение и технология материалов" (1994 г.).
Результаты научной и педагогической деятельности В.Т. Жадана отражены более чем в 300 печатных работах, в числе которых 25 учебников, учебных пособий, монографий, под его руководством подготовили кандидатские диссертации 32 специалиста. Являлся председателем диссертационного совета по присуждению учёных степеней кандидата технических наук и заместителем председателя совета по присуждению докторских степеней в области обработки металлов давлением. Много лет был заместителем главного редактора, позже — членом редколлегии журнала "Известия вузов. Черная металлургия".

## Признание
Заслуги В.Т. Жадана были отмечены орденами Ленина, Красной Звезды, Отечественной войны, Знак Почёта и одиннадцатью медалями. Заслуженный деятель науки Российской Федерации.